# Symphonies
«Symphonies» es una canción del británico Dan Black, extraído de su álbum de debut UN. La canción fue escrita, compuesta y producida por Dan Black. Se trata de un Dance alternativo, cuenta con ritmos de otros artistas, como el City of Prague Philharmonic Orchestra y Rihanna. La canción fue lanzada en iTunes en los Estados Unidos, fue "Sencillo de la Semana" el 28 de diciembre de 2009 y el video fue lanzado en iTunes de forma gratuita durante la semana del 15 de marzo de 2010. Un remix de la canción fue grabada con Kid Cudi y fue lanzado como una pista adicional en los EE. UU.

## Video
Cuenta con música de muchos tráileres de películas de ficción, con el título de cada película se ve la línea de la canción.
El video fue nominado como Best Special Effects in a Video y Breakthrough Video al 2010 MTV Video Music Awards, pero perdió en ambas categorías.

## Formatos y remixes
Sencillo en CD
1. "Symphonies" - 3:43

Remix EP
1. "Symphonies" - 3:39
2. "Symphonies" (con Kid Cudi) - 3:46
3. "Symphonies" (Chris Lake Remix) (con Kid Cudi) - 6:44
4. "Symphonies" (Dada Life Remix) (con Kid Cudi) - 4:24
5. "Symphonies" (Gigi Barocco Remix) (con Kid Cudi) - 4:42
6. "Symphonies" (Passion Pit Remix) - 4:22

## Posicionamiento en listas
| País (2010)    | Lista                           | Mejor posición |
| -------------- | ------------------------------- | -------------- |
| Estados Unidos | Billboard Hot Alternative Songs | 34             |